# Duc de Saulx-Tavannes
Le titre de duc de Saulx-Tavannes a été créé en 1814 par le roi Louis XVIII de France pour son fidèle ministre et conseiller Charles-Casimir de Saulx, déjà duc de Tavannes.

## Historique
Le titre est créé par décret royal de Louis XVIII de France en 1814, lors de la Première Restauration en récompense des grands services que Charles-Casimir de Saulx, déjà duc de Tavannes, lui avait rendus durant son long exil (1791-1814).
La ville de Saulx-le-Duc, cédée à Saint-Louis par les seigneurs de Saulx en 1254, était le berceau de la maison de Saulx. La ville de Tavannes est une commune suisse du canton de Berne, dans la vallée de Tavannes. La maison de Saulx la possède en fief avec le titre de comte puis celui de duc depuis plusieurs générations.
Il n'y eut que deux détenteurs du titre de duc de Saulx-Tavannes : Charles-Casimir de Saulx, précédemment duc de Tavannes, et son fils Roger-Gaspard de Saulx, dernier membre légitime de la maison de Saulx.

## Titulaires
- 1814-1820 – 1er : Charles-Casimir de Saulx (1769-1820), 1er duc de Saulx-Tavannes
- 1820-1845 – 2e : Roger-Gaspard de Saulx (1806-1845), 2e duc de Saulx-Tavannes